# Хвощівка (Лубенський район)
Хво́щівка — село в Україні, у Хорольській міській громаді Лубенського району Полтавської області. Населення становить 530 осіб (2001). До 2020 орган місцевого самоврядування — Петракіївська сільська рада.

## Географія
Село Хвощівка знаходиться на правому березі річки Хорол, вище за течією на відстані 3,5 км розташоване місто Хорол, нижче за течією на відстані 4,5 км розташоване село Єньки, на протилежному березі — село Костюки. На відстані 1 км розташоване село Петракіївка. Річка в цьому місці звивиста, утворює лимани, стариці та заболочені озера.

## Історія
12 червня 2020 року, відповідно до розпорядження Кабінету Міністрів України № 721-р «Про визначення адміністративних центрів та затвердження територій територіальних громад Полтавської області», село увійшло до складу Хорольської міської громади..
19 липня 2020 року, в результаті адміністративно - територіальної реформи та ліквідації Хорольського району, село увійшло до складу новоутвореного Лубенського району.

## Політика

### Парламентські вибори, 2019
На позачергових парламентських виборах 2019 року у селі функціонувала окрема виборча дільниця № 530889, розташована у приміщенні будинку культури.
Результати
- зареєстровано 336 виборців, явка 68,75%, найбільше голосів віддано за «Слугу народу» — 55,41%, за Всеукраїнське об'єднання «Батьківщина» — 13,85%, за Радикальну партію Олега Ляшка — 7,36%.[5] В одномандатному окрузі найбільше голосів отримала Анастасія Ляшенко (Слуга народу) — 33,18%, за Фахраддіна Мухтарова (самовисування) — 20,18%, за Олексія Баганеця (Всеукраїнське об'єднання «Батьківщина») — 19,73%[6].

## Об'єкти соціальної сфери
- Будинок культури.
- Бібліотека.

## Пам'ятки
- Меморіальний комплекс[d] (братська могила воїнів, пам'ятний знак полеглим воїнам-односельчанам);

## Відомі люди
- Ведмеденко Григорій Дем'янович (1928–2006) — український інженер-конструктор, винахідник та поет.
- Комар Борис Панасович (1928–2018) — український дитячий письменник і перекладач.
- Шабала Микола Олексійович (1938) — український технолог сільського господарства.
- Микитенко Олексій Васильович (1946) — український письменник, журналіст, член спілки письменників України.